# Banjica (Bělehrad)

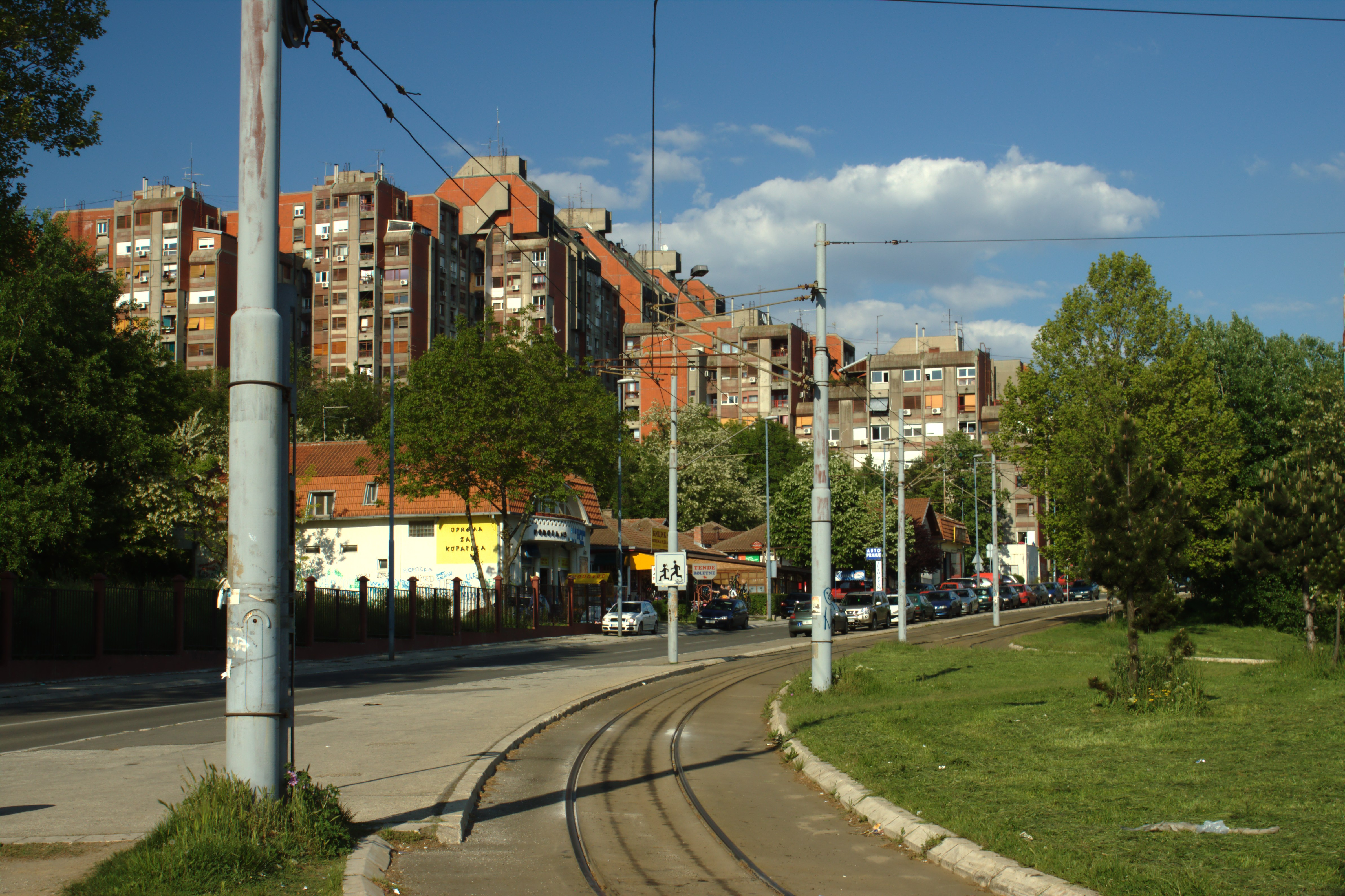
Tramvajová konečná v Banjici a místní zástavba.

Banjica (v srbské cyrilici Бањица) je čtvrť srbské metropole Bělehradu. Administrativně spadá pod opštinu Voždovac. Banjica se nachází na jihu města, při silnici spojující centrum města s vrchem Avala a v blízkosti známé čtvrti Dedinje.
Z původní vesnice se Banjica rozvinula v sídliště na okraji srbské (resp. jugoslávské) metropole díky masové výstavbě po druhé světové válce. Kromě nízkých vil tak Banjicu dnes tvoří celá řada brutalistických panelových bloků. Sídliště, které navrhli architekti Slobodan Drinjaković, Branislav Karadžić a Aleksandar Stjepanović, bylo realizováno v letech 1972-1976. Je napojeno pomocí tramvajové trati na zbytek bělehradské tramvajové sítě.
Místními zajímavostmi je muzeum, zřízené v areálu bývalého koncentračního tábora z druhé světové války a park Banjička šuma. V Banjici se také nachází Vojenská a lékařská akademie.